# Vragolija
Vragoli en albanais et Vragolija en serbe latin (en serbe cyrillique : Враголија) est une localité du Kosovo située dans la commune/municipalité de Fushë Kosovë/Kosovo Polje, district de Pristina (Kosovo) ou district de Kosovo (Serbie). Selon le recensement kosovar de 2011, elle compte 1 514 habitants, dont 1 512 Albanais.

## Démographie

### Évolution historique de la population dans la localité
| 1948 | 1953 | 1961 | 1971 | 1981  | 1991  | 2011  |
| ---- | ---- | ---- | ---- | ----- | ----- | ----- |
| 400  | 435  | 550  | 787  | 1 088 | 1 295 | 1 514 |

|  |